# Mantenimiento preventivo
En las operaciones de mantenimiento, el mantenimiento preventivo es el destinado a la conservación de equipos o instalaciones mediante la realización de revisión y limpieza que garanticen su buen funcionamiento y fiabilidad. El mantenimiento preventivo se realiza en equipos en condiciones de funcionamiento, por oposición al mantenimiento correctivo que repara o pone en condiciones de funcionamiento aquellos que dejaron de funcionar o están dañados.
El principal objetivo del mantenimiento es evitar o mitigar las consecuencias de los fallos del equipo, logrando prevenir las incidencias antes de que estas ocurran. Las tareas de mantenimiento preventivo pueden incluir acciones como cambio de piezas desgastadas, cambios de aceites y lubricantes, etc. El mantenimiento preventivo debe evitar los fallos en el equipo antes de que estos ocurran.
Algunos de los métodos habituales para determinar qué procesos de mantenimiento preventivo deben llevarse a cabo son las recomendaciones de los fabricantes, la legislación vigente, las recomendaciones de expertos y las acciones llevadas a cabo sobre activos similares.

## Normas y estándares
La norma ISO 14224 establece directrices para la recopilación y el intercambio de datos de fiabilidad y mantenimiento en equipos utilizados en las industrias de petróleo, petroquímica y gas natural. Este marco permite estructurar la información de fallos y acciones preventivas, mejorando la planificación y la toma de decisiones en programas de mantenimiento.

## ¿Para qué sirve el mantenimiento preventivo?
El mantenimiento preventivo constituye una acción, o serie de acciones necesarias, para alargar la vida útil del equipo e instalaciones y prevenir la suspensión de las actividades laborales por imprevistos. Tiene como propósito planificar periodos de paralización de trabajo en momentos específicos, para inspeccionar y realizar las acciones de mantenimiento del equipo, con lo que se reducen los mantenimiento correctivos (emergencias).
Y en fin para la conclusión debe ser esto para el arreglo de máquinas y también para que se sepan dañar muy pronto las máquinas herramientas y máquinas electrificadas

## Beneficios del Mantenimiento Preventivo
El Mantenimiento Preventivo es un enfoque estratégico que implica la realización regular de tareas planificadas de inspección, limpieza, ajuste y reemplazo de componentes con el objetivo de prevenir fallos y mantener el rendimiento óptimo de los equipos y sistemas. Aunque puede requerir una inversión inicial de tiempo y recursos, los beneficios a largo plazo de este enfoque son significativos y abarcan una variedad de áreas clave:
- Reducción de Costos Operativos: El Mantenimiento Preventivo permite identificar y abordar problemas potenciales antes de que se conviertan en fallas críticas. Esto reduce la necesidad de costosas reparaciones de emergencia y minimiza el tiempo de inactividad no planificado. A largo plazo, esta estrategia puede llevar a una disminución de los costos de mantenimiento y una mayor eficiencia en la operación general.
- Prolongación de la Vida Útil: La realización constante de inspecciones, limpiezas y ajustes garantiza que los equipos funcionen en condiciones óptimas. Esto reduce el desgaste y la fatiga de los componentes, lo que a su vez prolonga la vida útil de los equipos. Al evitar el deterioro prematuro, las organizaciones pueden maximizar su inversión en activos y retrasar la necesidad de reemplazarlos.
- Mayor Disponibilidad y Fiabilidad: El Mantenimiento Preventivo aborda los problemas antes de que se conviertan en obstáculos para la operación. Esto aumenta la disponibilidad de los equipos y sistemas, ya que se reduce la probabilidad de fallos inesperados. Los activos se vuelven más confiables, lo que contribuye a la satisfacción del cliente y a la continuidad de los procesos empresariales.
- Planificación Eficiente de Recursos: Al programar tareas de mantenimiento con antelación, las organizaciones pueden planificar la asignación de recursos de manera más efectiva. Esto incluye la programación de personal, la adquisición de piezas de repuesto y la optimización de los tiempos de inactividad. La planificación cuidadosa minimiza los impactos en la producción y facilita la gestión de la cadena de suministro.
- Mejora de la Seguridad: El Mantenimiento Preventivo no solo se enfoca en la eficiencia operativa, sino también en la seguridad. Al asegurarse de que los equipos cumplan con los estándares de seguridad y funcionen correctamente, se reducen los riesgos de accidentes laborales y situaciones peligrosas.
- Cumplimiento Normativo: En muchas industrias, existen regulaciones y estándares que exigen el mantenimiento regular de equipos. El Mantenimiento Preventivo garantiza que las organizaciones cumplan con estos requisitos legales, evitando multas y sanciones.
- Menor Impacto Ambiental: Al mantener los equipos en condiciones óptimas, se reduce la generación de residuos y la necesidad de reemplazar componentes con frecuencia. Esto contribuye a prácticas más sostenibles y a la reducción del impacto ambiental.
- Aumento de la Eficiencia Operativa: El Mantenimiento Preventivo asegura que los equipos operen a su máxima eficiencia, lo que puede llevar a un uso más eficiente de la energía y recursos. Esto tiene un impacto positivo en la productividad general de la organización.

## Tipos de mantenimiento preventivo
El mantenimiento preventivo se puede realizar según distintos criterios:
- El mantenimiento programado, las revisiones se realizan por tiempo, kilometraje, horas de funcionamiento, etc. Así si ponemos por ejemplo un automóvil, y determinamos un mantenimiento programado, la presión de las ruedas se revisa cada tres meses, el aceite del motor se cambia cada 10 000 km, y la correa de distribución cada 90 000 km.
- El mantenimiento predictivo, trata de determinar el momento en el cual se deben efectuar las reparaciones mediante un seguimiento que determine el periodo máximo de utilización antes de ser reparado.
- El mantenimiento de oportunidad es aquel que se realiza aprovechando los periodos de no utilización, evitando de este modo parar los equipos o las instalaciones cuando están en uso. Volviendo al ejemplo del automóvil, si utilizamos el auto solo unos días a la semana y pretendemos hacer un viaje largo con él, es lógico realizar las revisiones y posibles reparaciones en los días en los que no necesitamos el coche, antes de iniciar el viaje, garantizando de este modo su buen funcionamiento durante el mismo.

## En informática
Relativo a la informática, el mantenimiento es la revisión de equipos en funcionamiento para garantizar su buen desempeño, tanto de hardware como de software en un ordenador o PC. Estos influyen en el desempeño fiable del sistema, en la integridad de los datos almacenados y en un intercambio de información correcta, a la máxima velocidad posible dentro de la configuración óptima del sistema.
Dentro del mantenimiento preventivo existe software que permite al usuario vigilar constantemente el estado de su equipo, así como también realizar pequeños ajustes de una manera fácil.
Además debemos agregar que el mantenimiento preventivo en general se ocupa en la determinación de condiciones operativas, de durabilidad y fiabilidad de un equipo en mención este tipo de mantenimiento ayuda en reducir los tiempos de parada que pueden generarse por mantenimiento correctivo.
En lo referente al mantenimiento preventivo de un producto software, se diferencia del resto de tipos de mantenimiento, especialmente del mantenimiento de actualización, que se produce generalmente tras una petición de cambio por parte del cliente o del usuario final o tras un estudio de posibilidades de mejora en los diferentes módulos del sistema, el preventivo se produce para garantizar el funcionamiento en las condiciones actuales de prestaciones, seguridad y fiabilidad.
Aunque el mantenimiento preventivo es considerado valioso para las organizaciones, existen una serie de fallas en la maquinaria o errores humanos: averías, mal uso, etc. que son impredecibles a la hora de realizar estos procesos de mantenimiento.
El mantenimiento preventivo programado y la sustitución planificada de equipos son dos de las tres políticas disponibles para los ingenieros de mantenimiento.